# Agrilus undatus
Agrilus undatus – gatunek chrząszcza z rodziny bogatkowatych i podrodziny Agrilinae.

## Taksonomia
Gatunek ten opisany został po raz pierwszy w 2018 roku przez Eduarda Jendeka i Oto Nakládala na łamach Journal of Asia-Pacific Entomology. Jako miejsce typowe wskazano drogę z Pakse do Paksong w okolicy Ban Itou w prowincji Champasak na południu Laosu. Epitet gatunkowy oznacza po łacinie „falisty” i odnosi się do owłosienia pokryw.

## Morfologia
Chrząszcz o wydłużonym, klinowatym w zarysie, wysklepionym ciele długości 3,8 mm, z wierzchu głównie jednobarwnym. Głowa ma płytki wcisk środkowy, powierzchownie rzeźbione ciemię, mniej więcej o połowę od niego węższe oczy i piłkowane począwszy od czwartego członu czułki. Poprzeczne przedplecze ma wystający przed przednie kąty, łukowaty płat przedni, łukowate brzegi boczne, rozwarte i zaostrzone kąty tylne, a żeberka boczne zbieżne i połączone. Na powierzchni przedplecza występuje wcisk środkowy i dwa płytkie wciski boczne. Pokrywy pozbawione są żeberek barkowych i mają ząbkowane krawędzie oraz prawie kanciaste wierzchołki. Owłosienie pokryw jest pofalowane, jednobarwne. Przedpiersie ma duży płat przedni z szeroko, głęboko, łukowato wykrojoną krawędzią oraz lekko rozszerzony wyrostek międzybiodrowy o prostych brzegach bocznych i ostrych kątach. Wyrostek zapiersia jest płaski. Wierzchołkowa krawędź pygidium jest łukowata. Ostatni sternit odwłoka ma łukowato zafalowany rowek przykrawędziowy. Samiec ma symetryczny edeagus o płacie środkowym znacznie szerszym niż paramery.

## Rozprzestrzenienie
Owad orientalny, endemiczny dla Laosu, znany tylko z lokalizacji typowej w prowincji Champasak. Stwierdzony został na rzędnych 800 m n.p.m.